# 昌谷忠
昌谷 忠（さかや ただし、1887年（明治20年）9月 - 1972年（昭和47年）5月28日）は、日本の外交官。駐フィンランド公使。

## 経歴
奄美大島管鈍出身。1914年（大正3年）、東京帝国大学法科大学独法科を卒業。外務省に入り、ドイツ大使館一等書記官、海口総領事などを務めた。1939年（昭和14年）、外務書記官・外務大臣官房文書課長・翻訳課長・調査部第四課長、官報報告主任・統計主任となった。1940年（昭和15年）、駐フィンランド公使に就任した。